# Međugorje (Orjen)
Der Međugorje (montenegrinisch und serbisch für Zwischen den Bergen, kyrillisch Међугорје) ist ein steiler Karstberg im Gebirgskamm Reovačka greda im Orjengebirge in Montenegro.
Stark verkarstet, zeigt er Spuren sehr intensiver Vereisung. Mit 1769 m ist er einer der Hauptgipfel im Gebirge, der eindrucksvolle Ausblicke auf die umliegenden Gipfel des Zubački kabao und Velika Jastrebica ermöglicht.